# Mugono
Mugono är ett vattendrag i Burundi.   Det ligger i provinsen Cibitoke, i den nordvästra delen av landet, 70 kilometer norr om huvudstaden Bujumbura.
Omgivningarna runt Mugono är en mosaik av jordbruksmark och naturlig växtlighet. Runt Mugono är det tätbefolkat, med 331 invånare per kvadratkilometer.